# Domingo 7 (1999)
Domingo 7 fue un programa emitido y producido por Televisión Nacional de Chile entre el 27 de junio y el 19 de diciembre de 1999. 
Conducido por Rafael Araneda, consistía en un espacio con concursos, humor y música para amenizar los días domingo; su principal propósito radicó en ser una alternativa y competencia para el programa líder en ese horario Venga Conmigo de Canal 13.
A pesar de su alto presupuesto, que incluyó realizar sus programas en La Cúpula del Parque O'Higgins, el programa no cumplió con las expectativas de audiencia, perdiendo ampliamente contra su competencia. Para intentar salvar el programa, en septiembre se realizaron cambios en la dirección del programa, saliendo Reynaldo Sepúlveda y entrando Eduardo Domínguez, que había dirigido el programa de Canal 13 hasta diciembre de 1998. 
Asumiendo el fracaso, decidió dividir el programa en 2 formatos estrenados el 31 de octubre de 1999: los concursos pasaron a un programa estelar nuevo llamado Corazón partío, el cual con el tiempo obtuvo buenos resultados en sintonía, mientras que lo relacionado con el humor siguió bajo el nombre Domingo 7 en primavera, de una hora de duración, el cual se mantuvo al aire hasta diciembre.